# Козіс (цар)
Козіс, Казук (*I ст. до н. е.) — цар Кавказької Албанії.

## Життєпис
Виводив свій родовід від напівміфічного царя-вождя Алупа. Разом з братом — царем Оройсом — боровся проти римлян, що на чолі з Гнеєм Помпеєм Магном вдерлися на Кавказ. У 65 році до н. е очолив албанське військо з 60 тис. (або 40 тис.) піхоти й 12 тис. кіннотників. У вирішальній битві, що відбулася влітку 65 року до н. е. біля річки Алазан, зазнав поразки від Помпея. Втім, разом з Оройсом продовжив боротьбу проти римлян. Зрештою останні змушені були укласти мирний договір.
Приблизно в 50-х роках до н. е. після смерті брата стає новим царем Кавказької Албанії. Уклав союз з Парфією, спрямований насамперед проти римлян. Водночас намагався маневрувати між Іберією та Великою Вірменією. Продовжив підкорення сучасних областей Дагестану, де в проході Залізні ворота стикнувся з аланськими вождями. Можливо, загинув у боротьби з ними. Йому спадкував родич Зобер.